# British Racing Drivers' Club
De British Racing Drivers’ Club is een club voor alle professionele coureurs in het Verenigd Koninkrijk. De club is opgericht in 1928.

## Geschiedenis
De club is opgericht in 1928 door Dr. J.D. Benjafield, een van de “Bentley Boys”. Hij organiseerde diners voor de coureurs die meededen aan de 24 uur van Le Mans. In april 1928 werd de club officieel opgericht met 25 leden. Het doel was om autosport te promoten en successen te vieren.
De club ging ook races organiseren. De eerste was de BRDC 500 mijl op de Brooklands in oktober 1929.
Na de Tweede Wereldoorlog kwam de autosport in de lift. Een aantal militaire vliegvelden werd gesloten en een deel werd overgenomen door de BRDC om als circuit te gebruiken. De BRDC ging meer races organiseren, zoals het BTCC en de WTCC en FIA GT races in het Verenigd Koninkrijk.

## Lidmaatschap
Alleen ervaren coureurs kunnen lid worden van de BRDC. De coureur kan alleen volledig lid worden als deze enkele seizoenen lang succesvol is in een raceklasse. Als een coureur de Formule 1 wint wordt deze automatisch lid, ongeacht het land van herkomst van de coureur.

## Presidenten
| Jaren       | President         |
| ----------- | ----------------- |
| 2019 - nu   | David Coulthard   |
| 2017 – 2019 | Paddy Hopkirk     |
| 2011 – 2017 | Derek Warwick     |
| 2006 – 2011 | Damon Hill        |
| 2000 – 2006 | Jackie Stewart    |
| 2000        | Ken Tyrrell       |
| 1993 – 2000 | Alexander Hesketh |
| 1992 – 1993 | Innes Ireland     |
| 1964 – 1991 | Gerald Lascelles  |
| 1929 – 1964 | Francis Curzon    |
| 1928 – 1929 | Dudley Benjafield |

## Prijzen
De BRDC reikt elk jaar een aantal prijzen uit aan Britse coureurs die een bijzondere race of kampioenschap gewonnen hebben.

### BRDC Gold Star
Winnaar 2006: Dan Weldon.

### BRDC Silver Star
Winnaar 2006: Matt Neal.

### BRDC Special Gold Star
Winnaar 2006: Andy Priaulx.

### The Bruce McLaren Trophy
Een prijs voor coureurs die uit de Britse Gemenebest komen.
Winnaar 2006: Alex Yoong.

### The Chris Bristow Trophy
Ook wel bekend als de BRDC McLaren Young Driver of the Year Award.
Winnaar 2006: Oliver Turvey

### The Colin Chapman Trophy
Een prijs voor een coureur met teamspirit.
Winnaar 2006: Trevor Carlin

### The Earl Howe Trophy
Prijs voor de beste Brit in de Indianapolis 500.
Winnaar 2006: Dan Wheldon.

### The Era Club Trophy
De prijs voor de coureur die met een Britse auto in een ander land een goede prestatie heeft geleverd.
Winnaar 2006: Mike Newton.

### The Fairfield Trophy
De prijs voor een Brit die een geweldige prestatie heeft geleverd.
Winnaar 2006: Lewis Hamilton.

### The Graham Hill Trophy
De prijs voor de coureur die het meest verdiend heeft.
Winnaar 2006: Jenson Button.

### The Innes Ireland Trophy
Een prijs voor de coureur die qua rijstijl het meest op Innes Ireland lijkt.
Winnaar 2006: James Winslow

### The John Cobb Trophy
De prijs voor de beste Brit in een Britse auto, genoemd naar John Cobb.
Winnaar 2006: Oliver Jarvis.

### The Johnny Wakefield Trophy
De prijs voor de snelste ronde op Silverstone.
Winnaar 2006: Fernando Alonso.

### The Nigel Moors Trophy
De prijs voor de beste privérijder in een internationaal kampioenschap.
Winnaar 2006: Ray Mallock.

### The Richard Seaman Trophy
De prijs voor de winnaar van het Gold Star kampioenschap.
Winnaar 2006: Dan Wheldon.

### The Silverstone-Le Mans Challenge
De prijs voor degene die gemiddeld het beste heeft gescoord tijdens de FIA GT race op Silverstone en de 24 uur van Le Mans.
Winnaar 2006: David Brabham.

### The Sir Jackie Steward Award
De prijs voor beste Britse engineer van het jaar.
Winnaar 2006: Ross Brawn.

### The Spencer-Charrington Trophy
De prijs voor beste Britse coureur in de British F3.
Winnaar 2006: Mike Conway.

### The Walter Hayes Trophy
De prijs voor de kampioen van de Britse Formule Ford.
Winnaar 2006: Peter Dempsey.

### The Woolf Barnato Trophy
De prijs voor beste coureur uit het Britse Gemenebest die in de 24 uur van Le Mans in een Britse auto reed.
Winnaar 2006: Darren Turner.

### The ACO Award
De prijs voor beste Britse coureur in de 24 uur van Le Mans.
Winnaar 2006: Allan McNish.